# 张湾街道 (襄阳市)
张湾街道是中华人民共和国湖北省襄阳市襄州区下辖的一个街道办事处。
2014年10月30日，襄阳市人民政府批复同意以交通路为界将张湾街道办事处分成两个街道办事处，交通路以西为张湾街道办事处，交通路以东为肖湾街道办事处。张湾街道办事处辖云湾、西湾、红星、商贸城、张湾、航运、金华、朱庄等8个社区居委会，规划社区居委会12个。办事处办公地址仍设现张湾街道办事处。

## 行政区划
张湾街道下辖以下村级行政区划单位：
金华社区、红星社区、西湾社区、云湾社区、张湾社区、航运社区、商贸城社区和朱庄社区。